# Rocklin
Rocklin är en stad (city) i Placer County, i delstaten Kalifornien, USA. Enligt United States Census Bureau har staden en folkmängd på 58 324 invånare (2011) och en landarea på 50,6 km².